# Stínová peruť
Jako stínová peruť (anglicky Shadow squadron) jsou označována dodatečná perutní číselná označení přidělovaná v Royal Air Force cvičným útvarům, přeškolovacím jednotkám operačního výcviku (Operational Conversion Units) a útvarům pro operační zkoušky (Operational evaluation unit) a zbraňový výzkum (Weapons evaluation unit).
V mírové době tyto jednotky nemají přidělenu bojovou úlohu, ale v době studené války plány pro případ rozsáhlého konfliktu předpokládaly aktivaci jejich stínového označení a přidělení operačních úkolů.
Příkladem takové aktivace mohou být plány na nasazení cvičných strojů BAE Hawk pilotovaných leteckými instruktory a piloty akrobatické skupiny Red Arrows vyzbrojených podvěšenými kanóny a střelami Sidewinder v roli stíhačů lokální protivzdušné obrany.
Se škrty v rozpočtu na obranu a rozpouštěním historických perutí po skončení studené války se „dvojí číslování“ stalo i prostředkem zachování kontinuity a historického odkazu útvaru do doby kdy bude případně obnoven.